# Sobieszczany
Sobieszczany [pronunciación en polaco: /sɔbjɛʂˈt͡ʂanɨ/] es un pueblo en el distrito administrativo de Gmina Niedrzwica Duża, dentro del Distrito de Lublin, Voivodato de Lublin, en Polonia oriental. Se encuentra aproximadamente 6 kilómetros al sur de Niedrzwica Duża y 25 kilómetros al sudoeste de la capital regional, Lublin.